# Iglesia de Wies
La iglesia de Wies (en alemán: Wieskirche, lit., 'iglesia en la pradera') es una iglesia de peregrinación alemana en el distrito de Weilheim-Schongau en el estado federado de Baviera. El simple edificio oval, con un extravagante interior en estilo rococó, fue realizado por los hermanos Dominikus Zimmermann y Johann Baptist Zimmermann. 
En 1983, la iglesia de Wies fue proclamada Patrimonio de la Humanidad por la Unesco.

## Historia
El 14 de junio de 1738, la campesina Maria Lory vio, lo que ella pensó eran lágrimas, salir de una estatua de madera de Cristo flagelado. Este milagro generó una avalancha de peregrinos que querían ver la estatua. En 1740, se construyó una pequeña capilla para albergarla, pero pronto este edificio resultó insuficiente para acomodar al número creciente de peregrinos. El cercano monasterio de Steingaden comisionó la construcción de la presente iglesia.
La construcción y decoración de la iglesia de Wies se realizó entre los años 1745 y 1754 por los hermanos Dominikus y Johann Baptist Zimmermann, bajo la dirección del abad del monasterio de Steingaden, Marinus Mayer. El interior está decorado en un elaborado estilo rococó, con trabajo de estuco de la escuela de Wessobrunner. La pintura del altar mayor fue realizada por el pintor de la corte de Múnich, Balthasar August Albrecht. Las figuras de los grandes teólogos de Occidente (San Jerónino, San Ambrosio, San Agustín y San Gregorio Magno), son el trabajo del escultor tirolés, Anton Sturm. El órgano, reconstruido en 1957, está en la caja original hecha por Johann Georg Hörterich. La superficie aplanada de la cúpula está pintada con un fresco trampantojo. "Todo lo posible se hizo a través de la iglesia, para hacer lo sobrenatural visible. Esculturas y murales se combinan para revelar lo divino en forma visible".
En el marco de la secularización de los bienes de la iglesia por el estado de Baviera en los años 1802 y 1803, la iglesia de Wies y sus contenidos, estaban destinados a ser subastados y el resto demolido. La oposición de los campesinos locales logró salvar la iglesia y permitir que las peregrinaciones continuaran.
Tras ser designada Patrimonio de la Humanidad en 1983, se emprendió una restauración completa de la iglesia que duró de 1985 a 1991 y que costó 10,6 millones de marcos. Hoy en día la iglesia es visitada por más de un millón de visitantes al año y es lugar de frecuentes conciertos musicales. La iglesia es la sede de la "Confraternitas Domini Nostri Flagellati" (Fraternidad de Nuestro Señor Flagelado), dedicada a honrar el flagelamiento de Cristo, que tiene 350 miembros entre clérigos y laicos. Hasta el día presente, personas que han orado frente a la estatua de madera de Cristo flagelado en el altar, proclaman haber recibido sanaciones milagrosas.

## Arte

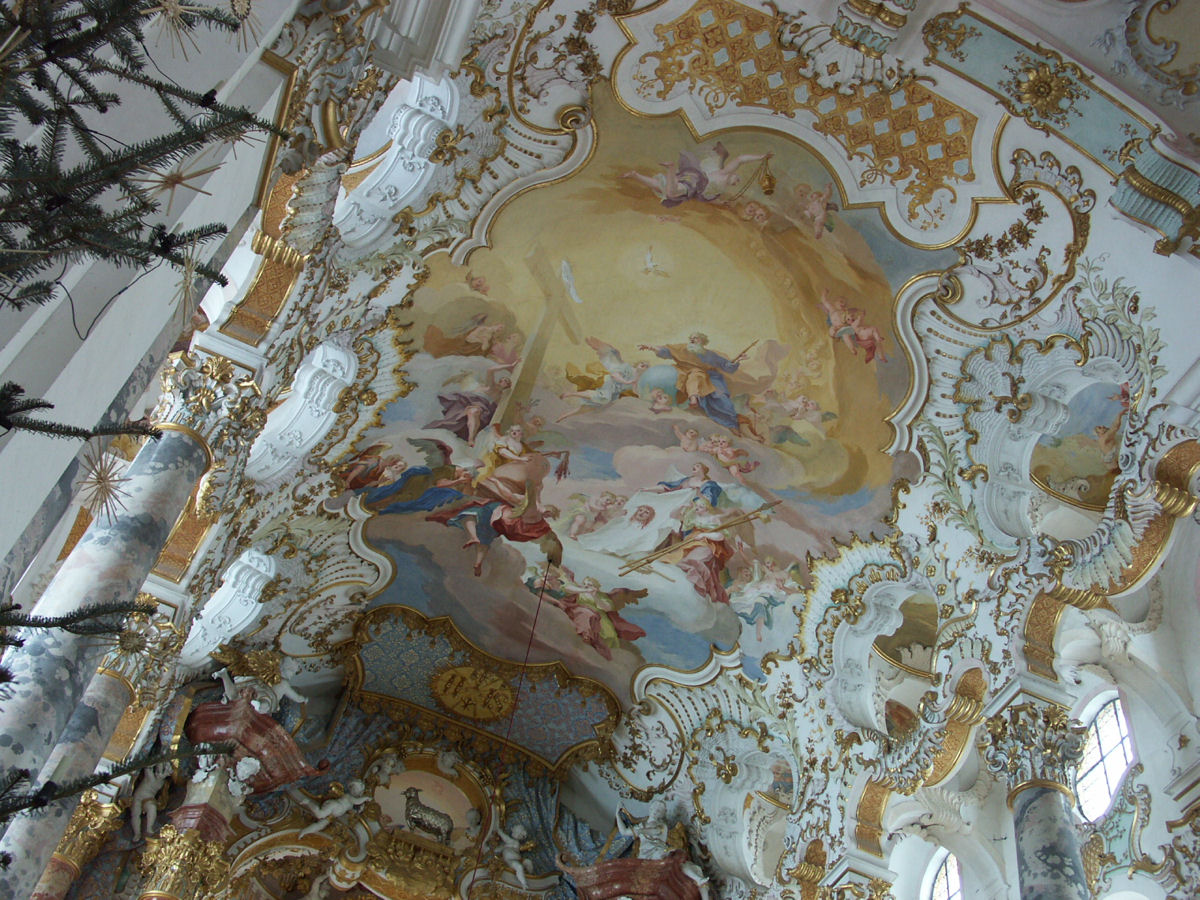
Frescos

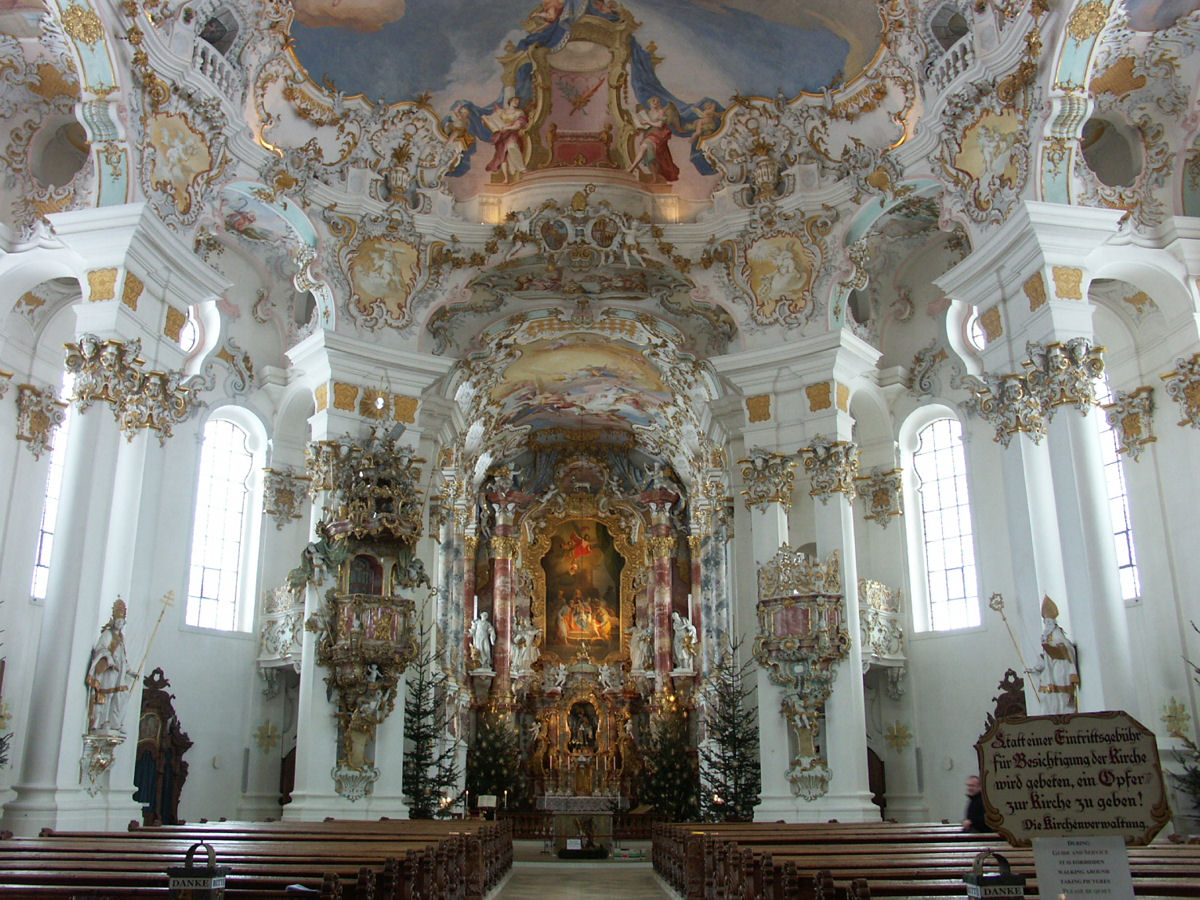
Nave central de la Wieskirche.

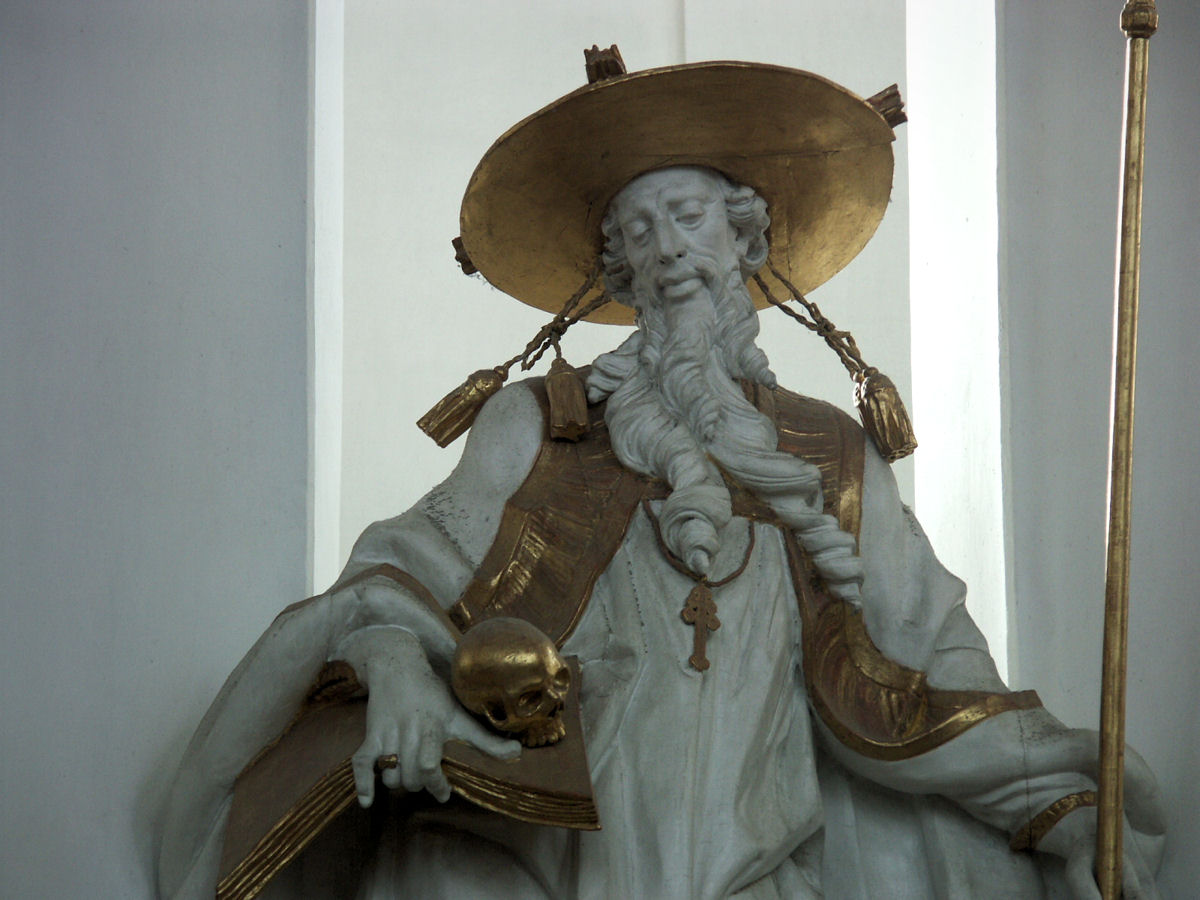
San Jerónimo, tallado por Sturm.

La iglesia tiene la extraña forma de un riñón, por llamarla de algún modo. En el interior, una parte oval donde se recibe a los fieles y a la izquierda una cátedra y a la derecha una tribuna del chantre.
El altar mayor tiene profundidad. Fue diseñado por Zimmermann y en gran parte concebido por Sturm. Se encuentra el Cristo azotado por el que se construyó la iglesia. En la iglesia, formada por un gran óvalo muy abierto, Zimmermann hace que la luz brote por todas partes, exorcizando sin cesar la sombra. Es el antibarroco por excelencia. El barroco que crea la sombra para poner mejor en evidencia el mensaje de Dios, la luz Él mismo. El rococó exorciza la sombra de tal modo que hace brotar mejor, como en estereofonía, el mensaje de Dios. 
Del lugar de donde viene la luz, parten una serie de arcos (arcos y arcos en trampantojo, un juego de volutas de arcos amplios y en hueco) que crean un delirio formal de lo más sorprendente. Se aplican aquí, como una especia de testamento último, todas las recetas que Zimmermann habían inventado a lo largo de su carrera. Todos los volúmenes que se toman y se reanudan aquí sin cesar, son evidentes también en el decorado. En las pinturas, las esculturas y los bajorrelieves se encuentra este juego de llenos y de vacíos que están realmente en un perpetuum mobile. 
La cátedra representa la proa del Espíritu Santo, una de las grandes fórmulas del rococó, aquí enteramente tratada en madera y en estuco, por artesanos de Wessobrunn, sobre un dibujo de Zimmermann. El gran ángel sobre la parte central contiene la tormenta de estas caracolas y espumas de madera dorada y plateada en las cuales parecen perderse los putti. 
La tribuna de los chantres tiene también un decorado decorativo así como la tribuna del órgano, lo que da prueba de la importancia que se le concedía a la música. Dominikus Zimmermann, con el fin de crear una coherencia plástica en su iglesia, hasta diseñó los bancos de los fieles. Se encuentran las mismas caracolas y ritmos que en el resto de la iglesia. En los cuatro puntos cardinales de la iglesia dominan cuatro figuras. Son los Padres de la Iglesia que talló Anton Sturm para Dominikus Zimmermann. Cada una mide 2,90 metros de altura. En esta iglesia, que ya es una iglesia del perpetuum mobile, estas cuatro figuras, en vez de retener la iglesia, le dan el aspecto de una nave cuyas velas se hinchan. Uno de los más bellos es San Jerónimo representado con el libro y también con el cráneo de meditación. Es el último que talló Sturm y ciertamente el de más éxito.